# Catalogo nazionale delle armi comuni da sparo

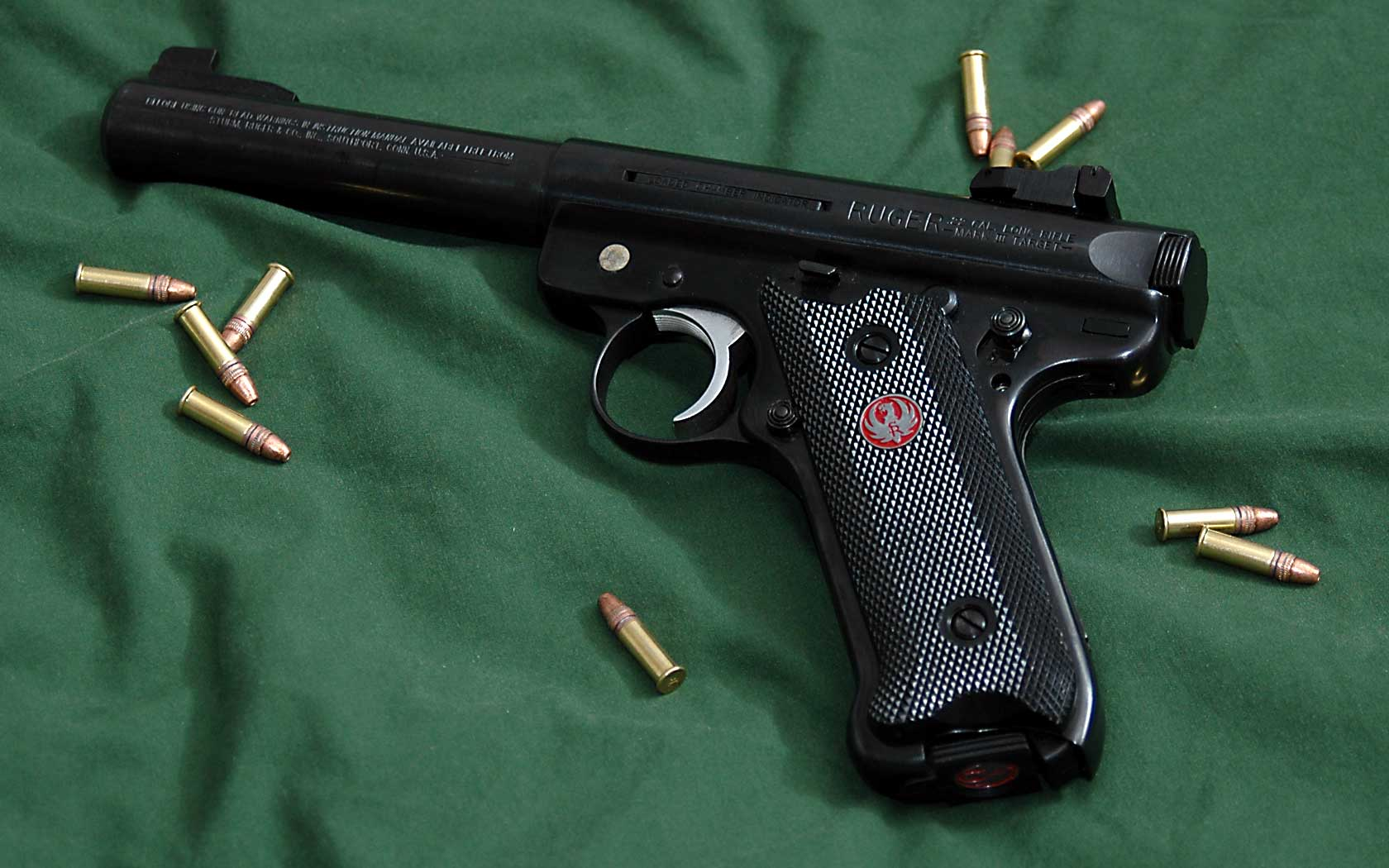
La pistola Ruger MK III per tiro sportivo in calibro .22LR

Il catalogo nazionale delle armi comuni da sparo  era un pubblico registro italiano istituito nel 1975 ed attivo sino al 2012. Le sue competenze sono ora del "Banco nazionale di prova per le armi da fuoco portatili e per le munizioni commerciali".

## Storia
Venne istituito dalla legge 18 aprile 1975 n. 110, entrò a pieno regime nel 1979. La legge 12 novembre 2011 n. 183 (legge di stabilità per l'anno 2012) ha disposto l'abrogazione dell'articolo di legge che disponeva l'istituzione del catalogo, di fatto eliminandolo dall'ordinamento italiano a partire dal 1º gennaio 2012. Restano invece in vigore le classificazioni statuite coi vai decreti ministeriali.

## Le prescrizioni
L'iscrizione di un'arma nel Catalogo (a cui corrispondeva un numero di iscrizione da riportarsi sull'arma) costituiva esclusione definitiva dalla categoria delle "armi da guerra" e risultava obbligatoria per l'importazione o la fabbricazione delle armi da sparo. 

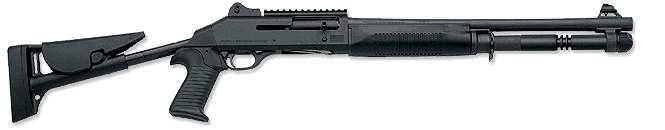
Fucile Benelli M4, fucile semiautomatico calibro 12 a presa di gas, utilizzato anche dalle forze armate statunitensi.

Le armi catalogate avevano particolari caratteristiche che venivano elencate in catalogo, tra cui la lunghezza della canna, il calibro, la capienza massima del caricatore e altre particolarità che l'arma doveva mantenere. Modificare le caratteristiche dell'arma indicate in catalogo avrebbe potuto costituire il delitto di alterazione di armi. Al contrario apportare modifiche che non incidano sulla meccanica, sulle dimensioni o sulle caratteristiche imposte nel decreto di catalogazione (ad esempio modifiche di carattere estetico o montaggio di accessori) non costituiva reato.

## Classificazione delle armi
Le armi erano classificate in:
- C1  - pistole;
- C2  - rivoltelle;
- C3  - fucili a canna liscia a caricamento successivo;
- C4  - fucili a canna liscia semiautomatici;
- C5  - fucili a canna rigata a caricamento successivo;
- C6  - fucili a canna rigata a ripetizione semplice;
- C7  - fucili a canna rigata semiautomatici;
- C8  - fucili combinati;
- C9  - pistole ad aria compressa;
- C10 - pistole e rivoltelle ad altri gas compressi;
- C11 - carabine ad aria compressa;
- C12 - carabine ad altri gas compressi;
- C13 - armi narcotizzanti;
- C14 - lanciarazzi;
- C15 - repliche.